# Operación Panzerfaust
La Operación Panzerfaust (conocida como Unternehmen Eisenfaust en Alemania) fue una operación militar llevada a cabo por la Alemania nazi para mantener bajo control el Reino de Hungría y asegurar su permanencia junto al resto de  Fuerzas del Eje.
Cuando el dictador alemán Adolf Hitler recibió informaciones de que el regente de Hungría, el almirante Miklós Horthy, mantenía negociaciones secretas con los soviéticos para la rendición del país, rápidamente resolvió de enviar a Hungría el jefe de comandos teniente coronel-SS Otto Skorzeny. Hitler temía que la rendición de Hungría dejara expuesto su flanco sur, zona donde el Reino de Rumanía ya se había unido a los soviéticos y que había supuesto la entrada masiva de tropas del Ejército Rojo en los Balcanes. La operación tuvo lugar como continuación de la Operación Margarethe (marzo de 1944), que había concluido con la ocupación pacífica del país por fuerzas de la Wehrmacht y con la cual Hitler confió poder asegurarse la posición del país junto a las potencias del Eje.
Efectivamente, estas operaciones militares en Hungría condujeron a un golpe de Estado mediante el cual los nazis establecieron un gobierno títere dirigido por el Partido de la Cruz Flechada. La toma del poder por parte del Partido de la Cruz Flechada se conoce en la historia de Hungría como nyilas puccs.

## Antecedentes

### Firma del armisticio provisional
A pesar de su preferencia por pactar con los Aliados occidentales y no con los soviéticos y del rechazo del gabinete a solicitar un armisticio, el regente Horthy envió una delegación a tratar con los soviéticos los últimos días de septiembre, poco después del cambio de bando de Rumanía. Los representantes magiares —invitados el 18 de septiembre pero enviados tardíamente el 28 y sin potestad para firmar el armisticio— llegaron a Moscú a través del territorio controlado por los insurrectos eslovacos la tarde del 1 de octubre. Las negociaciones del armisticio se extendieron hasta el día 11. Los delegados húngaros habían tratado en vano de establecer condiciones, mientras que los soviéticos dejaron claro que la rendición debía ser incondicional y solo estaban interesados en los detalles militares sobre el cambio de bando húngaro. Horthy solo consultó sobre la misión el 8 —el mismo día que los soviéticos presentaron las condiciones pactadas con el resto de potencias aliadas— y se informó a algunos miembros del Gobierno únicamente el 10.
La delegación aceptó un armisticio provisional basado en las condiciones recibidas el día 8 la tarde del 11 de octubre, de acuerdo a las instrucciones de Horthy del día anterior. Las principales cláusulas estipulaban que el Ejército húngaro dejaría de combatir contra los soviéticos y comenzaría a enfrentarse a los alemanes con ayuda de la URSS y que tanto las fuerzas armadas húngaras como la Administración civil evacuarían los territorios adquiridos a partir de 1937. Ese mismo día, los soviéticos —que a comienzos de mes se hallaban cerca del Tisza— tomaban Szeged.

### Preparativos húngaros para cambiar de bando
El día 10, Horthy telegrafió a la delegación húngara en Moscú para autorizar la firma del armisticio y al día siguiente envió a un representante para confirmar su consentimiento. El mismo día, se reunió con los comandantes de primer y segundo ejércitos para clarificar su actividad una vez que se anunciase el armisticio: algunas unidades debían tomar contacto con los soviéticos, mientras que otras debían dirigirse a la capital para proteger al Gobierno. Los generales, sin embargo, no comunicaron el plan a sus subalternos ni realizaron los preparativos para llevar a cabo la maniobra. Tras cierta confusión y el envío de representantes militares de mayor rango para confirmar el armisticio el día 13, los húngaros seguían sin replegarse como esperaban los mandos soviéticos. Estos habían detenido los embates en el sector húngaro del frente el día que se firmó el armisticio para facilitar la retirada de las formaciones húngaras, como había solicitado Horthy. Al día siguiente, las primeras unidades que debían proteger la capital comenzaron a dirigirse a Budapest, aunque desordenadamente. Cerca de la medianoche, los soviéticos indicaron su disgusto por la inactividad magiar y exigieron la aplicación inmediata de las condiciones pactadas. La 6.ª División del 2.º Ejército se puso en marcha hacia Budapest el día 13.
Al mismo tiempo, el regente mantuvo contactos con la oposición clandestina de centroizquierda, agrupada en el Frente Húngaro. El 24 de septiembre, esta había exigido tratar con los soviéticos para lograr un armisticio y aplicar algunas medidas como la implantación de un Gobierno democrático o la entrega de armas a los trabajadores. Horthy y su entorno se mantuvieron en contacto con la oposición, pero las conversaciones avanzaron muy lentamente. El 17 de octubre, dos representantes del Frente, entre ellos el futuro primer ministro Zoltán Tildy, se entrevistaron con el regente, que les comunicó la firma del armisticio. Aquellos propusieron en vano la convocatoria de una huelga general para el día 17, en conjunción con la llegada de tropas del frente a la capital, para facilitar el enfrentamiento con los alemanes.
El mismo día 14, Horthy decidió adelantar la fecha del anuncio del armisticio del día 20 al día siguiente, domingo 15. No comunicó su decisión a los soviéticos, que seguían creyendo que mantenía la fecha original. La capital carecía prácticamente de tropas dada la tardanza de estas en regresar a la ciudad desde el frente. Según el plan de Horthy, comunicaría las intenciones húngaras a Veesenmayer en la audiencia que le había concedido a mediodía del domingo, media hora más tarde la proclamación del armisticio se realizaría por radio y al mismo tiempo enviaría órdenes al primer y segundo ejércitos para que comenzasen a aplicar el plan previsto. También durante el sábado, se reunió con los comandantes militares de la ciudad para asegurar su defensa al día siguiente y convocó al Consejo de la Corona para la mañana siguiente, aunque Lakatos consideraba inoportuna la fecha elegida para el anuncio del armisticio. Por la noche, antes de retirarse a descansar sin haber avisado a los soviéticos de los planes para el día siguiente, Horthy se entrevistó con el jefe del Estado Mayor, el general János Vörös, quien le recomendó en vano que abandonase la capital y se refugiase en el sector controlado por el 1.er Ejército.
La mañana del día 15, el jefe del Estado Mayor recibió órdenes cifradas para ordenar a las unidades húngaras que tomasen contacto con los soviéticos, pero no las entendió.

### Plan alemán
La tardanza de Horthy en aceptar tratar con los soviéticos —pasó casi un mes entre las nuevas conversaciones con los Aliados a finales de agosto y el envío de una delegación a Moscú a finales de septiembre—, a pesar de haber dejado clara su disposición a abandonar la alianza con Berlín al tiempo del nombramiento de Lakatos como primer ministro, permitió a Veesenmayer planificar la neutralización de cualquier veleidad política de Budapest. Los alemanes contaron con seis semanas para realizar sus preparativos. Los planes del representante alemán incluían medidas para asegurar la situación militar y evitar sorpresas como las sufridas en Rumanía y para la toma del poder por el Partido de la Cruz Flechada. Tras el cambio de bando rumano, Ferenc Szálasi había comunicado de inmediato a Veesenmayer su disposición para tomar el poder. El 29 de agosto, en una audiencia con el regente, Szálasi había tratado infructuosamente de que se le incluyese en el Gobierno, y había salido de ella convencido de la inminencia de que el Gobierno intentase un cambio de bando. Durante el mes de septiembre, Szálasi —instalado en la embajada alemana— se dedicó a recabar el respaldo de los demás partidos de la ultraderecha húngara y a diseñar su gabinete. Desde finales de agosto, los contactos entre su partido y la embajada había sido permanente. El 13 de septiembre, Szálasi nombró al comandante del partido que debía preparar el golpe contra el Gobierno. Para finales de mes, el plan, que incluía la participación del Ejército y el control de los puntos estratégicos donde se enviaron agentes, estaba listo a la espera de recibir armamento alemán. En su visita a Hitler entre el 29 de septiembre y el 2 de octubre, Veesenmayer logró que el mandatario alemán aprobase la entrega del Gobierno magiar a Szálasi. A su regreso a Budapest, Veesenmayer y Szálasi ultimaron los últimos detalles del golpe. No obstante, desconfiando aún de la capacidad de Szálasi y de sus seguidores, los alemanes prepararon en paralelo al golpe de este medidas para asegurar el éxito de la operación, así como la colaboración de otros grupos de ultraderecha. El 4 de octubre, Szálasi presentó la lista de su futuro gabinete —con ocho ministros del partido y otros de formaciones de la ultraderecha— a los alemanes, que la aceptaron. El 11 de octubre, el acuerdo entre las dos partes quedó por escrito, e incluyó una cláusula por la que Szálasi se convertía en la única autoridad reconocida por Hitler. Al mismo tiempo, quedó formada la Liga Nacional, alianza de partidos y personalidades ultraderechistas que debía servir de base al nuevo Gobierno de Szálasi. Representantes de la liga se entrevistaron con Lakatos al día siguiente para exigir mayor colaboración con Alemania y expresar su oposición a cualquier trato con los Aliados.
Al mismo tiempo que Veesenmayer coordinaba las operaciones en Hungría, de manera independiente, Hitler recibió a Otto Skorzeny entre el 15 y el 18 de septiembre. Le encargó ocupar el palacio real de la capital húngara con sus paracaidistas en caso de que Horthy consumase sus planes de cambiar de bando. Alrededor del 20, Skorzeny se encontraba ya en Hungría y comenzó los preparativos para llevar a cabo su misión.
El 6 de octubre, el SS-Obergruppenführer Winkelmann —jefe de las unidades de las SS y de la Gestapo en Hungría— ordenó el arresto del hijo de Horthy, de tres generales —entre ellos, el jefe de la guardia la guardia del regente— y del jefe de las fuerzas fluviales —pariente de Horthy—. Al mismo tiempo, los alemanes comenzaron a concentrar unidades blindadas alrededor de la capital húngara. El plan para deshacerse de Horthy y de su camarilla recibió el nombre de «operación Panzerfaust», chanza que ideó Skorzeny porque había olvidado indicar a sus fuerzas que trajesen para la acción sus bazucas. En ella colaboraron las SS de Winkelmann, el servicio de seguridad (SD) y las fuerzas especiales de Skorzeny.
El día 8, la Gestapo secuestró al general Bakay, comandante de las unidades militares de la capital —uno de los tres generales cuya detención había ordenado Winkelmann —. Szálasi había solicitado a los alemanes y la operación, que se realizó en un hotel de la capital, contó con la operación de su lugarteniente Emil Kovarcz, futuro ministro de su Gobierno. Otto Skorzeny, encargado de la espectacular liberación de Mussolini, llegó una semana antes con el objetivo original de secuestrar a Horthy. Informados de los contactos de su hijo con la izquierda húngara, los agentes alemanes del SD decidieron hacerse pasar por partisanos yugoslavos y secuestrarlo en vez del regente. El 13 de octubre llegó a la capital el general Erich von dem Bach-Zelewski, veterano del aplastamiento del Alzamiento de Varsovia, con algunas unidades blindadas; el general comenzó de inmediato a coordinar las operaciones con Skorzeny. Por su parte, el embajador ante Mussolini, Rudolf Rahn, llegó a Budapest la tarde del día siguiente, 14 de octubre, con el encargo de Ribbentrop de tratar de que Horthy mantuviese la alianza con Berlín. Esa misma tarde, Veesenmayer le comunicó que ya habían llegado las órdenes de comenzar el golpe de Estado. Convencidos ambos de lo peligroso de enfrentarse militarmente a los húngaros, decidieron tratar de imponer sus condiciones mediante la diplomacia, para evitar choques entre las unidades militares húngaras y alemanas.
Mientras, para apoyar el previsto golpe de Estado de Szálasi, los alemanes tuvieron que retirar del frente oriental dos divisiones blindadas —la 13.ª y la 10.ª— y un batallón blindado —el 1.er Batallón de la 20.ª División Panzer—. A estas se unieron dos brigadas blindadas, la 109.ª y la 110.ª. En total, los alemanes concentraron unos cuarenta tanques y veinticinco mil hombres para dominar la capital magiar.

## Acontecimientos del día 15 de octubre

### Actuación de las Waffen-SS
Habiéndose anticipado al movimiento de Horthy, Skorzeny recibió órdenes para apartar al regente húngaro del poder. El hijo de Horthy había mantenido encuentros con representantes soviéticos. Este fue informado a través de intermediarios del servicio de seguridad alemán de que enviados yugoslavos del mariscal Tito querían reunirse con él. Este primer encuentro fracasó y se concertó una segunda reunión para el 15 de octubre en el piso de Felix Bornemisza, el director de los puertos húngaros en el Danubio. Horthy hijo acudió alrededor de las 9:30 a. m. a la dirección a la que un mensaje le había convocado urgentemente para reunirse con los supuestos partisanos. Tras penetrar en el edificio de madrugada acompañado por los supuestos representantes de Tito, los hombres de Skorzeny, que lo rodeaban ya, penetraron en él y se produjo un corto tiroteo entre los guardaespaldas del hijo del regente y los alemanes. Mientras, los agentes de la Gestapo disfrazados de yugoslavos ya se habían hecho con el hijo del regente. Envuelto en una alfombra, se le envió inmediatamente al Aeropuerto de Budapest, desde donde se le trasladó hasta al campo de concentración de Mauthausen.
Los supervivientes del asalto alemán comunicaron a Horthy el secuestro de su hijo momentos antes del comienzo de la reunión del Consejo de la Corona que estaba prevista para esa mañana a las once. A pesar de la impresión, Horthy se sobrepuso y la reunión comenzó solamente media hora más tarde de lo previsto. El representante alemán, Veesenmayer, dejó claro en su reunión con Horthy a mediodía la intención alemana de fusilar al joven Horthy si el regente perpetraba cualquier acción que los alemanes pudiesen considerar una traición.

### Reunión del Consejo de la Corona
El Consejo de la Corona se reunió de forma extraordinaria la mañana del 15. En vez de tratar sobre el armisticio provisional firmado en Moscú, los reunidos se limitaron a sopesar la conveniencia de solicitar uno. Horthy, tras criticar a los alemanes, se limitó a indicar la necesidad de solicitar el armisticio a los Aliados, sin mencionar las negociaciones que habían tenido lugar en Moscú. Vörös informó sobre la gravedad de la situación militar, sus órdenes para que el 1.er y 2.º ejércitos se retirasen hacia la capital y la exigencia alemana de tomar el control de todas las fuerzas del país. Aunque la mayoría de los presentes se mostraron a favor de que se pidiese el armisticio, el primer ministro Lakatos expresó su preferencia porque se avisase de ello al representante alemán. Horthy aceptó la propuesta, convocó a Veesenmayer —que tenía audiencia concedida para mediodía— y le indicó, en presencia del primer ministro y del ministro de Exteriores, su disgusto por la actuación de la Gestapo, su sospecha de que el secuestro de su hijo había sido obra de la misma y la intención húngara de negociar un armisticio con los Aliados. Veesenmayer solicitó entonces que Horthy recibiese al embajador alemán ante la República de Saló, al que se había convocado a Budapest como enviado personal de Hitler. Antes de recibir a este, Horthy ordenó enviar la señal secreta a los ejércitos para comenzar el cambio de bando y la proclamación del armisticio, sin informar al Gobierno. El embajador Rahn advirtió a Horthy que el país quedaría ocupado por los soviéticos y su régimen feudal y aristocrático destruido, análisis en el que coincidió Horthy, señalando, sin embargo, lo inevitable de la acción húngara. Ante la disposición del embajador a contemplar la retirada de las fuerzas alemanas de Hungría como había sucedido en Finlandia —si bien solo tras obtener el permiso de Hitler—, Horthy se comprometió a consultar con sus ministros la posibilidad de sostener el frente y no permitir el paso de las unidades soviéticas mientras se realizaban las comunicaciones pertinentes.
Mientras, los ministros, que habían recibido durante la reunión el encargo de formar un nuevo gabinete, juraron sus cargos y abandonaron el castillo sin haber aprobado ninguna medida concreta respecto al armisticio.

### Proclama del regente y reacción del Ejército
Mientras Horthy se hallaba reunido con Rahn, la radio húngara emitió su proclama sobre el armisticio en torno a la una de la tarde —alrededor de las 13:10, momentos después de la llegada de Rahn a la presencia del regente—, a pesar de la oposición del primer ministro, que deseaba esperar a los resultados de la entrevista. Esta no anunciaba que se hubiese firmado ya uno en Moscú, sino que se estaban celebrando negociaciones con este objetivo. El anuncio tampoco incluía la petición a las formaciones húngaras de que atacasen a los alemanes, sección del acuerdo de armisticio que se había retirado de la proclama a petición del primer ministro Lakatos durante la reunión del Consejo de Ministros de la tarde del día anterior. El anuncio se repitió nuevamente a las 15:00, al tiempo que Vörös aprobaba el envío de una orden a las principales unidades del Ejército. Esta orden eliminaba la cláusula del armisticio que requería que las fuerzas húngaras atacasen a las alemanas y algunas unidades no la recibieron, posiblemente por la acción oficiales del Estado Mayor favorables a los alemanes y al Partido de la Cruz Flechada. Vörös, ante la insistencia de Veesenmayer y de sus subalternos del Estado Mayor, modificó la orden para indicar que las unidades húngaras no debían deponer las armas y debían reaccionar ante cualquier ataque. Según la comunicación del jefe del Estado Mayor, no se había rubricado aún armisticio alguno, sino que simplemente habían comenzado las negociaciones para alcanzar uno. Los miembros del Estado Mayor hicieron otro cambio más al texto original, indicando que la resistencia debía aplicarse únicamente a los ataques de fuerzas soviéticas. La orden final se transmitió tardíamente hacia las cinco de la tarde y se repitió por radio veinte minutos más tarde.
A pesar de la confianza de Horthy en que los oficiales acatarían su decisión de declarar un armisticio, su efecto en la mayoría de la oficialidad —a menudo de origen alemán y filonazi— fue mínimo. El comandante del 1.er Ejército, el general Béla Miklós, cruzó a las líneas soviéticas con algunos de sus edecanes —su formación quedó controlada por oficiales favorables a los alemanes—, pero su homólogo en el 2.º Ejército, el general Lajos Dálnoki-Veress, fue detenido por los alemanes cuando se preparaba para hacer lo propio. El 3.er Ejército, al que ni siquiera se había tenido en cuenta por la clara simpatía progermana de su comandante, se sometió a Szálasi la misma tarde del día 15. Aunque algunas unidades menores se unieron a los soviéticos —unos veinte mil hombres en total a lo largo de varias semanas— y otras se retiraron hacia la capital sin avisar a los alemanes, en general la orden del regente resultó un fracaso que apenas causó percances a los alemanes. El grueso de las unidades continuó combatiendo a los soviéticos y solo se rindió meses más tarde como consecuencia de los sucesivos reveses militares. Con la colaboración alemana, oficiales favorables al Eje tomaron el mando de las unidades militares y arrestaron a aquellos dispuestos a enfrentarse a los alemanes.

## Luchas en Budapest

### Se declara el armisticio
Trabajando junto con su hombre de confianza, el general Béla Miklós, el cual ya había entrado en contacto con las fuerzas soviéticas en la Hungría oriental, Horthy intentó conseguir la rendición a los soviéticos al tiempo que preservaba la autonomía de su Gobierno. Aunque él mismo era un furibundo anticomunista, sus discrepancias con los nazis lo llevaron a concluir que los soviéticos eran el mal menor. Los representantes de la URSS afirmaron que Hungría mantendría un estatus como país autónomo y soberano.
La sede del gobierno de Horthy se encontraba en el Castillo de Buda, en el centro de Budapest, una antigua y bien guarnecida fortaleza. Culpó al Gobierno alemán por haber forzado a Hungría a ir a la guerra, y durante una reunión del Consejo de la Corona declaró:

Hoy es obvio para cualquier persona seria que el Reich alemán ha perdido la guerra. Todos los Gobiernos responsables con el destino de sus países deben sacar las apropiadas conclusiones de este hecho porque, como dijo un gran estadista alemán, Bismarck: "Ninguna nación debería sacrificarse en el altar de una alianza"... Me decidí a salvaguardar el honor de Hungría, incluso en contra de su antiguo aliado, aunque este aliado, en lugar de suministrar la ayuda militar prometida, finalmente se ha dedicado a robar a la nación húngara su mayor tesoro, su libertad y su independencia. He informado a un representante del Reich alemán que estábamos a punto de concluir un armisticio militar con nuestros antiguos enemigos y de poner fin a todas las hostilidades contra ellos.

A las 2:00 p. m. del 15 de octubre de 1944, Horthy anunciaba en la radio nacional que Hungría había firmado un armisticio con los soviéticos. Sin embargo, los alemanes habían estado al tanto de las maniobras políticas de Horthy y ya se habían puesto en marcha planes para reemplazar su Gobierno por otro con elementos leales a la causa alemana, ocupando efectivamente Hungría. Con la ayuda nazi, el Partido de la Cruz Flechada se apoderó de la estación de radio poco después de la proclama de Horthy. Un miembro del partido lanzó una contraproclama y usó el nombre del jefe del Estado Mayor del Ejército húngaro, el general Vörös. El comandante en jefe de las dos unidades restantes del Ejército húngaro en Budapest y su asistente fueron detenidos o desaparecieron, y sus soldados quedaron a las órdenes del Partido de la Cruz Flechada.
Dado que numerosas unidades húngaras se encontraban controladas por la Wehrmacht, la posible respuesta húngara a la acción de Skorzeny era mínima. Había una considerable propaganda a este respecto, recordando a los húngaros el trato severo que se suponía los soviéticos daban a los prisioneros de guerra.
En la capital, el general Béla Aggteleki, comandante del 1.er Cuerpo de Ejército —acantonado en la capital—, trató de ordenar a sus fuerzas que atacasen a los alemanes incluso antes del anuncio por radio, pero sus propios subalternos lo arrestaron antes de que pudiese cursar la orden. A lo largo de la tarde, los alemanes armaron a los partidarios de Szálasi, que comenzaron a distribuir propaganda por la ciudad. Los alemanes no tuvieron problema alguno en tomar el control de los puntos estratégicos de la ciudad. Junto con el aeropuerto, los puentes sobre el Danubio o las estaciones de ferrocarril, los alemanes ocuparon la oficina de radio desde donde un oficial de las SS leyó en húngaro un comunicado redactado por Szálasi pasadas las nueve de la noche. Pronto, los alemanes se hicieron con el control de toda la ciudad excepto de la zona del castillo, defendida por la guardia del regente. Los tanques alemanes recorrían la ciudad para intimidar a la población, a pesar de la nula resistencia que habían encontrado desde la primera reacción alrededor de las 15:30 de la tarde.
Alrededor de las seis, Lakatos y su ministro de Exteriores se presentaron en la embajada alemana para tratar de negociar la liberación del general Bakay y del hijo de Horthy a cambio del mantenimiento de las unidades en el frente hasta la retirada de las fuerzas alemanas, conversaciones que los alemanes mantuvieron con el objetivo de ganar tiempo.

### Asalto al Castillo de Buda

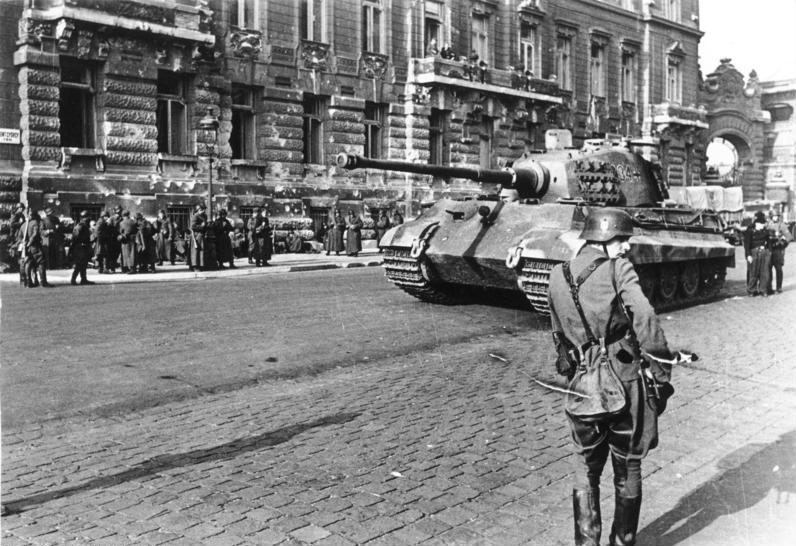
Tanque Tiger II junto al Castillo de Buda.

Durante la tarde se confirmó el fracaso de los planes de Horthy, aunque este continuó sopesando la posibilidad de oponerse a las fuerzas germanas. Durante la noche, sin embargo, abandonó esta actitud y se le persuadió para que renunciase al cargo de regente y se entregase junto con su familia a la «protección» alemana.
Durante la noche del 15 y la madrugada del 16, el coronel Skorzeny dirigió el asalto al castillo, cuyos acceso habían sido minados por los defensores. Los alemanes contaban con varios tanques, algunos dirigidos por control remoto. Horthy ordenó el cese de cualquier resistencia en torno a las 5:30 a. m. Los trescientos sesenta defensores del castillo (la guardia del regente, unos doscientos, más un regimiento con alrededor de ciento sesenta hombres), ofrecieron una corta resistencia al asalto que causó una treintena de bajas en total a los dos bandos. Hacia las seis y media de la madrugada, los alemanes se habían hecho con el control del castillo. Poco antes, tras reiterar la orden de no oponerse al asalto alemán y haber enviado a su familia a la nunciatura, Horthy había abandonado el castillo acompañado por Lakatos y Veesenmayer. Estos se habían presentado en el castillo pasadas las cinco de la madrugada en un coche militar para indicar a Horthy que se había logrado un acuerdo basado en la propuesta de Vattay y para anunciar el inminente asalto, lo que convenció Horthy de abandonar cualquier resistencia.
Los alemanes arrestaron a Horthy y Lakatos una vez que Hitler aceptó ciertas condiciones que había planteado el primer ministro: protección para Horthy, su familia y algunos allegados; el que la prensa alemana no atacase la imagen del regente y que Berlín tratase de evitar el estallido de una guerra civil en el país.
Con el castillo ya en manos de los alemanes, Veesenmayer y Lakatos acudieron a Horthy —trasladado tras la entrevista con Lakatos y Veesenmayer al cercano palacio Hatvany— en tres ocasiones hasta lograr que este accediese a nombrar primer ministro a Szálasi. A las 16:00, aceptó anular la proclama de armisticio, propuesta presentada por Lakatos a petición de los alemanes. Dos horas más tarde, y ante la amenaza alemana de ejecutar a su hijo decidió al regente a ceder a sus exigencias, dimitir y nombrar a Szálasi presidente de un nuevo Gobierno de concentración nacional. Aunque el nombramiento no era estrictamente válido ya que la Constitución húngara requería también la firma del ministro competente sobre la orden, Szálasi pudo presentarse, ante la incredulidad de la mayoría de los diputados, como presidente del Gobierno en la Asamblea Nacional.
Entonces Skorzeny dirigió un destacamento de tropas alemanas y cuatro tanques Tiger II en dirección a las puertas de Viena del Castillo de Buda. Horthy reconoció que no tenía ni fuerzas ni medios para ofrecer resistencia a las superiores fuerzas alemanas. En consecuencia, emitió órdenes indicando que «no debería oponerse ninguna resistencia». Una unidad húngara no siguió sus órdenes y entabló combate con los alemanes durante alrededor de 30 minutos, aunque estos lograron hacerse con el castillo rápidamente y con un mínimo de bajas; solo siete soldados murieron y otros veintiséis hombres fueron heridos.

### Horthy es capturado
Horthy y su equipo de gobierno fueron detenidos por Edmund Veesenmayer el 15 de octubre. Durante la noche, estuvo bajo custodia en las oficinas de las Waffen-SS y solo regresó a Palacio para recoger sus pertenencias personales. Allí se encontró con la exigencia de firmar una declaración escrita a máquina que le había dado el primer ministro Géza Lakatos. En la declaración, Horthy anunció que iba a renunciar al armisticio y que abdicaba en favor del líder del Partido de la Cruz Flechada, Ferenc Szálasi. Sorprendido de que su amigo leal le animara a firmar el documento, Horthy fue informado por Lakatos de que la vida de su hijo estaba en juego. Cuando Horthy preguntó a Veesenmayer si esto era cierto, Veesenmayer le confirmó la amenaza. El regente entendió el esfuerzo que suponía respaldar lo que parecía ser un golpe de Estado nazi patrocinado por los Cruz Flechadas, pero aun así firmó de todos modos.
Horthy explicó más tarde su capitulación: «Yo ni he renunciado ni he designado a Szálasi como primer ministro, yo simplemente cambié mi firma por la vida de mi hijo. Una firma arrancada a un hombre a punta de ametralladora tiene poca legalidad».

## Consecuencias

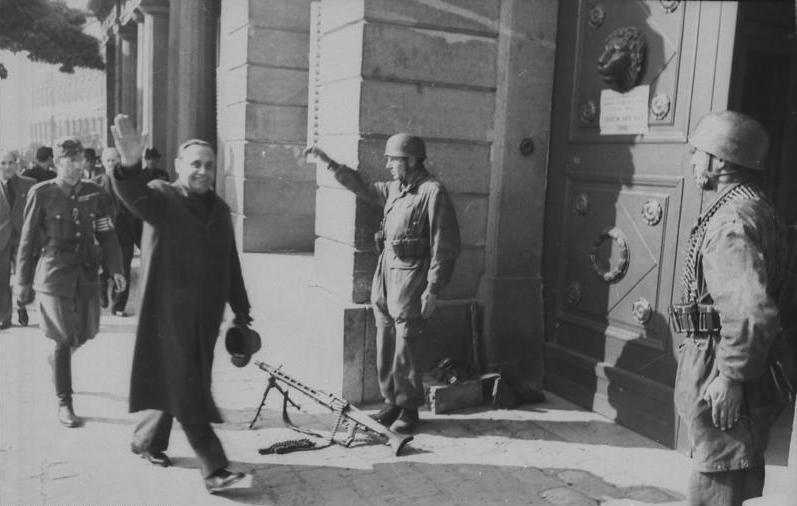
Ferenc Szálasi, líder del Partido de la Cruz Flechada, entrando en el Ministerio de Defensa húngaro tras ser nombrado primer ministro.

Bajo la nueva presión alemana, el regente de Hungría nombró magyar királyi miniszterelnök (primer ministro real húngaro) a Ferenc Szálasi el 16 de octubre de 1944. El Parlamento húngaro aprobó la formación de un Consejo de Regencia (Kormányzótanács). El 3 de noviembre, Szálasi juró como Líder de la Nación (nemzetvezető), reunió los cargos de jefe del Estado y primer ministro y formó un nuevo «Gobierno de Unidad Nacional» (Nemzeti Összefogás Kormánya) con dieciséis ministros, la mitad de ellos miembros del Partido de la Cruz Flechada. El líder de esta era un ardiente fascista y su Gobierno tenía pocas u otras intenciones que no fuesen la de mantener el fascismo intacto y conservar el control de las partes de Hungría ocupadas por los nazis. Convencido de la necesidad de una cooperación total con Alemania, aumentó la colaboración financiera con el Reich y trató de movilizar a toda la población. Sus intentos de reclutar catorce nuevas divisiones para servir en la defensa resultaron infructuosos. Al tiempo, trató de reformar el país de acuerdo a su confusa ideología «hungarista», que propugnaba la reconstitución del territorio húngaro anterior a la Primera Guerra Mundial, la preeminencia magiar y la autonomía para las minorías. El nuevo Estado, corporativista, tenía como modelo la Italia fascista de Mussolini.
Horthy partió al castillo de Hirschberg el día 17 de octubre, donde pasó el resto de la guerra custodiado por los alemanes.
La reacción de la población al nombramiento de Szálasi fue de indiferencia: las fábricas retomaron la producción el día 17 y el transporte público continuó funcionando normalmente desde el día siguiente al golpe, al igual que los ministerios. El Parlamento permaneció en funcionamiento, aunque carente de poder y con solo cincuenta y cinco de sus trescientos setenta miembros activos. La mayoría de los funcionarios así como de los oficiales del Ejército juraron fidelidad al nuevo caudillo.
Aunque se presentó como el paladín del «proletariado no judío» y prometió mejorar su nivel de vida, el periodo de Gobierno de Szálasi se caracterizó en realidad por el regreso de la persecución de la población judía de la capital —cuyo exterminio no logró completar por la grave situación militar a la que tuvo que enfrentarse— y de los liberales y las fuerzas de izquierda. Los planes de reforma fracasaron por la situación militar, que los desbarató.
Dos meses después de tomar posesión, el Gobierno tuvo que evacuar Budapest y trasladarse a Sopron. Los soviéticos comenzaron a cercar Budapest a comienzos de diciembre y el 26 la ciudad quedó aislada. El asedio se prolongó dos meses, hasta la capitulación el 13 de febrero de 1945. Un mes después, durante la Operación «Despertar de Primavera» (Frühlingserwachen), las restantes fuerzas húngaras combatieron junto a las unidades alemanas en la última ofensiva del Eje contra el Ejército Rojo. Las fuerzas del Eje lograron algunos avances a costa de grandes pérdidas, pero todas estas ganancias se perdieron en el plazo de 24 horas durante la contraofensiva soviética. Las fuerzas alemanas, secundadas por restos de unidades húngaras, continuaron oponiéndose al avance soviético en el país hasta el 4 de abril.